# Santiago Sanguinetti Gómez
Santiago Sanguinetti Gómez (Ronda, 20 de enero de 1875-Málaga, 28 de julio de 1930) fue un arquitecto español que desarrolló su carrera profesional durante el primer tercio del siglo XX.

## Biografía
Nacido en el municipio malagueño de Ronda en 1875, cursó estudios de arquitectura en Madrid y en Barcelona, obteniendo el título de 1906. Un año después, el 2 de enero de 1907 fue designado arquitecto municipal de Ronda, en sustitución de Pedro Alonso Gutiérrez.
En 1910 se trasladó a Ceuta para prestar sus servicios como arquitecto municipal, inicialmente con carácter interino, y a partir de 1913 ya en firme. En su faceta como técnico municipal intervino en numerosos proyectos, como la reforma de varias plazas y jardines, las nuevas alineaciones y rasantes de diversas calles, el proyecto de ensanche interior, o la dirección de obras del Palacio Municipal. También desarrolló su labor como arquitecto en el sector privado, siendo autor de varias viviendas particulares y de edificios singulares como el Hotel Hispano-Marroquí, el Teatro del Rey o el Teatro Apolo. Víctima de una bronquitis crónica, falleció en Málaga en julio de 1930.